# 録食
録食（ろくしょく）は、調理の過程を高精度に記録・データ化し、作成したレシピに基づいて、対応する電磁調理器や音声・映像のナビゲーションに沿って調理することによりその味を再現することのできる、ソニーグループが開発中のフードテックの新技術である。

## 技術
「記録」「変換」「再現」の3つのプロセスで構成される。
- 記録

料理人が、記録システムを備えた専用キッチンで調理を行う。この時に、火加減、素材の重量や投入のタイミング、水分蒸発量、具材を混ぜる力加減などをIoTセンサやカメラなどを用いて詳細に記録する。
- 変換

前段階で取得したデータを1秒・1グラム・1℃単位の精度で再現できるよう、エンジニアにより温度グラフや音声ガイド、調理映像として録食用レシピに変換する。
- 再現

必要な食材を用意したうえで、音声ガイドや調理映像に沿った調理をすることにより、記録した料理を再現することができる。再生するデータに基づき加熱を自動調節する電磁調理器も開発されている。
音楽を録音したり映像を録画するように、料理を“録る”技術との考え方に基づいて、映像音響事業を中核とするソニーグループ株式会社が中心となって開発した。「録食」の名称は同社が商標を登録している。ソニーは2019年11月に日本・アメリカ・ヨーロッパに拠点を置く人工知能研究開発部門「ソニーAI」を発足、2020年4月に「株式会社ソニーAI」を設立した。「ゲーム」「イメージング＆センシング」に加え「ガストロノミー」を新規探索領域に掲げる。ソニー創業者の一人の井深大は第二次世界大戦後に電気炊飯器を開発したが成功せず、75年ぶりに再び食の分野に挑むこととなる。
調理のハードウェアとなる電磁調理器の開発は、大阪市に本社のあるフクシマガリレイが2022年より参画し、温度変化や水分蒸発量の記録、レシピに基づき温度を自動調節する機能を持つ機器を開発した。冷蔵機器メーカーである同社にとって電磁調理器の開発は初の試みであった。大阪・関西万博内で小山薫堂がプロデュースする食をメインテーマにしたパビリオン「Earth Mart」で試作機が公開されているほか、東京・八重洲のイノベーティブキッチン「8go」で期間限定で体験会が実施される。
この技術により、10年以上の修業が必要な麻婆豆腐の再現なども可能となった。

## 応用
有名店の一流シェフや板前の「プロの味」を、空間を越えて遠隔地で再現し提供するだけでなく、家族の思い出の味の家庭料理や、失われつつある伝統料理を時間を越えて遺すことも可能になる。さらに、将来的には再現調理を3Dフードプリンティング技術により行うことも考えられる。